# Архиепархия Ланьчжоу

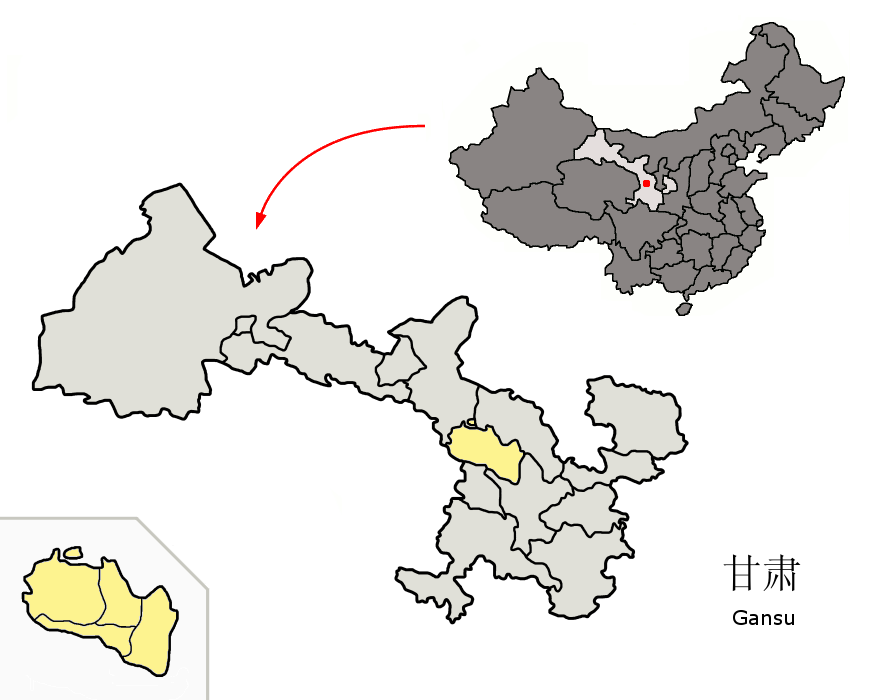
Расположение города Ланьчжоу

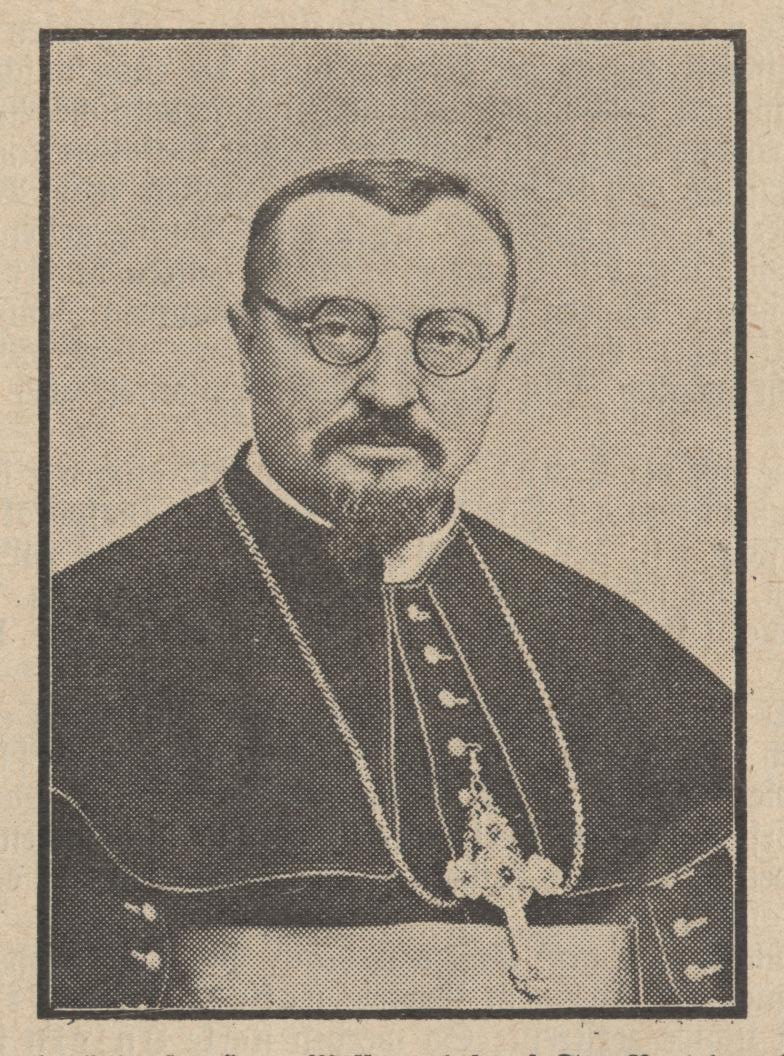
Епископ Теодор Будденброк

 Архиепархия Ланьчжоу  (лат. Archidioecesis Lanceuvensis) — архиепархия Римско-Католической церкви с центром в городе Ланьчжоу, Китай. В митрополию Ланьчжоу входят епархии Пинляна, Циньчжоу.

## История
21 июня 1878 года Святой Престол учредил апостольский викариат Ганьсу, выделив его из апостольского викариат Шэньси (сегодня — Епархия Юньаня). 28 апреля 1905 года апостольский викариат Каньсу был разделён на две части и переименован в апостольский викариат Западного Ганьсу.
8 марта 1922 года в апостольский викариат Западного Ганьсу вошла территория апостольского викариата Южного Ганьсу. В этот же день апостольский викариат Западного Ганьсу был переименован в апостольский викариат Ланьчжоу.
В 1930 и 1937 годах апостольский викариат Ланьчжоу передал часть своей территории новой миссии Sui iuris Синьцзяна (сегодня - Апостольская префектура Синьцзян-Урумчи) и апостольской префектуре Синина.
11 апреля 1946 года Римский папа Пий XII выпустил буллу Quotidie Nos, которой преобразовал апостольский викариат Ланьчжоу в архиепархию.

## Ординарии архиепархии
- епископ Фердинанд Губертус Хамер (21.06.1878 — 30.08.1888) — назначен ординарием апостольского викариата Юго-Западной Монголии (сегодня — Архиепархия Хух-Хото);
- епископ Губертус Отто (20.06.1890 — 1918);
- епископ Годфрид Фредерикс (5.03.1920 — 14.03.1922);
- епископ Теодор Будденброк (25.11.1924 — 18.01.1959);
  - Sede vacante (с 1959 года — по настоящее время).

## Источник
- Annuario Pontificio, Libreria Editrice Vaticana, Città del Vaticano, 2003, ISBN 88-209-7422-3
- Булла Quotidie Nos Архивная копия от 27 марта 2010 на Wayback Machine, AAS 38 (1946), стр. 301  (лат.)
- Бреве Apostolatus officium Архивная копия от 27 марта 2010 на Wayback Machine, AAS 14 (1922), стр. 222  (лат.)